# HD 89268
HD 89268，又名BD+47 1761，SAO 43281、HR 4044，是一颗恒星，视星等为6.43，位于銀經169.34，銀緯54.28，其B1900.0坐标为赤經10h 12m 48.9s，赤緯+47° 54.28′ 43″。